# Anastas Byku
Anastas Byku (ur. 1830 w Lekëlu, zm. 1878) – albański dziennikarz mieszkający w Lamii, wydawca i redaktor naczelny czasopisma Pellazgët, patron jednej z ulic w Tiranie.